# بطولة تونس لكرة السلة للرجال 1973–74
بطولة تونس لكرة السلة للرجال 1973–74 هو الموسم رقم 19 من بطولة تونس لكرة السلة للرجال.

فاز بهذا الموسم النادي الرياضي للسكة الحديد.

## روابط خارجية
- الموقع الرسمي للجامعة التونسية لكرة السلة.